# Stade Chaban Delmas
Stade Chaban Delmas (tidligere kendt som Parc Lescure) er et fodboldstadion i Bordeaux i Aquitaine-regionen af Frankrig. Stadionet er hjemmebane for Ligue 1-klubben Girondins Bordeaux, og blev indviet 12. juni 1938. Det har plads til 34.327 tilskuere, og har to gange været spillested under VM-slutrunder i fodbold. 

## Historie
Stade Chaban Delmas blev bygget til VM i fodbold 1938 hvor det lagde græs til to kampe, en kvartfinale og turneringens bronzekamp. 60 år senere, i 1998, var Frankrig igen vært for VM, og her var stadionet spillested for hele seks kampe. Det drejede sig om fem gruppekampe og 1/8-finalen mellem Rumænien og Kroatien, som kroaterne vandt 1-0.
Udover fodbold har Stade Chaban Delmas ligeledes to gange lagt græs til kampe ved VM i rugby. Det skete i henholdsvis 1999 og 2007. Indtil 2001 var stadionet kendt som Parc Lescure, men til minde om byens netop afdøde borgmester i næsten 50 år, Jacques Chaban-Delmas, omdøbte man stadion i 2001.